# Mardock Scramble
Mardock Scramble (マルドゥック・スクランブル?, Marudukku Sukuranburu) è una serie di romanzi giapponesi scritti da Tow Ubukata. Il primo romanzo è stato pubblicato in Giappone nel maggio 2003, mentre il romanzo finale è stato pubblicato nel luglio 2003. In seguito sono stati adattati in un manga e in una trilogia di film anime. Sentai Filmworks ha pubblicato i film anime in DVD e Blu-ray Disc.
In Italia il manga è stato pubblicato da GPManga dal 17 novembre 2011 all'29 agosto 2015.
La storia è quella di una ragazza di nome Rune Balot che è stata accolta da un uomo di nome Shell che ha poi cercato di ucciderla e l'ha data per morta. Viene salvata e trasformata in un cyborg. Spetta a lei fermare Shell e la sua malvagia banda.
Nel 2003, Mardock Scramble ha vinto il Gran Premio della 24ª edizione dei Nihon SF Taisho Award.

## Trama
In una città futuristica chiamata Mardock City, Rune Balot è un'ex prostituta diventata vigilante, accolta dal noto giocatore d'azzardo Shell Septinos. Una notte, Shell abbandona Rune e tenta di ucciderla con un'esplosione. Tuttavia, viene salvata e trasformata in un cyborg dal Dr. Easter in base al regolamento Mardock Scramble 09, un'ordinanza di emergenza in cui le tecnologie sperimentali possono essere utilizzate per preservare la vita. Un'intelligenza artificiale che prende le sembianze di un topo la accompagna per adattarsi alla sua nuova vita. Rune viene addestrata a usare la tecnologia avanzata di cui è dotata per difendersi dai tentativi di Shell di farla uccidere per impedirle di testimoniare contro di lui.

## Personaggi
Rune Balot (ルーン＝バロット?, Rūn Barotto)
Doppiato da: Megumi Hayashibara (ed. giapponese)
Una prostituta che diventa una pedina del noto giocatore d'azzardo Shell Septinos, che tenta di ucciderla. Viene recuperata e trasformata in un cyborg dal Dr. Easter secondo il regolamento Mardock Scramble 09. Rune viene addestrata a usare la tecnologia avanzata incorporata in lei e il costrutto di intelligenza artificiale Œufcoque per assistere il dottor Easter nelle indagini sull'omicidio di Shell. Utilizza queste tecnologie per difendersi dai tentativi di assassinio del gruppo Bandersnatch e di Boiled e per vendicarsi dell'uomo che ha cercato di eliminarla.
Œufcoque Penteano (ウフコック＝ペンティーノ?, Ufukokku Pentīno)
Doppiato da: Norito Yashima (ed. giapponese)
Un costrutto multidimensionale di intelligenza artificiale che può trasformarsi in qualsiasi oggetto o arma, ma che per lo più appare come un piccolo topo maschio. È stato creato per assistere gli agenti del caso Mardock Scramble 09 e gli è permesso di vivere finché mantiene la sua utilità.
Dr. Easter (ドクター・イースター?, Dokutā Īsutā)
Doppiato da: Hiroki Tōchi (ed. giapponese)
Un agente freelance 09 che salva Rune Balot e la trasforma in un cyborg. Le affida Œufcoque per portare avanti il suo caso giudiziario contro Shell Septinos.
Dimsdale Boiled (ディムズデイル＝ボイルド?, Dimuzudeiru Boirudo)
Doppiato da: Tsutomu Isobe (ed. giapponese)
Un agente freelance 09 che era il partner di Œufcoque e che vuole recuperare il costrutto dal Dr. Easter e da Balot. Viene anche ingaggiato da Shell per uccidere Balot.
Il manovratore di figa ben fatto (ウェルダン・ザ・プッシーハンド?, Uerudan za Pusshīhando)
Doppiato da: Masahiko Tanaka (ed. giapponese)
Il leader del gruppo di assassini Bandersnatch ha una vagina innestata sulla mano. Il gruppo si occupa di parti del corpo umano e utilizza le parti scartate o le mangia se non sono necessarie.

## Media

### Romanzi
La storia, scritta da Tow Ubukata e illustrata da Katsuya Terada, è stata pubblicata a puntate dalla Hayakawa Publishing sulla rivista Hayakawa's SF Magazine. Il primo romanzo è stato pubblicato nel maggio 2003, mentre il romanzo finale è stato pubblicato nel luglio 2003. Nel Nord America, Viz Media ha concesso in licenza i romanzi e li ha pubblicati tutti e tre in un unico volume. Un prequel, Mardock Velocity, è stato pubblicato in tre volumi nel novembre 2006. Un altro volume, intitolato Mardock Fragments, è stato pubblicato il 10 maggio 2011. Un sequel intitolato Mardock Anonymous è stato pubblicato il 24 marzo 2016. Viz Media ha concesso in licenza i romanzi originali in inglese e li ha pubblicati tutti e tre in un unico volume il 18 gennaio 2011.

### Manga
Un adattamento manga illustrato da Yoshitoki Ōima è stato pubblicato sulla rivista Bessatsu Shōnen di Kōdansha tra il 9 ottobre 2009 e il 9 maggio 2012, in sette volumi. Il primo volume è uscito in Giappone il 17 marzo 2010 e l'ultimo il 9 giugno 2012. Kodansha USA ha pubblicato il manga in inglese, il primo volume è uscito il 23 agosto 2011, mentre l'ultimo è uscito il 21 maggio 2013. In Italia i primi 6 volumi del manga sono stati pubblicati da GPManga dal 15 novembre 2011 al 25 maggio agosto 2012, mentre l'ultimo volume è stato pubblicato da Edizioni BD il 29 agosto 2015.
Uno spin-off in due volumi intitolato Mardock Demons e illustrato da Minamoto Katasuke è stato pubblicato sulla rivista NEMESIS da dicembre 2016 a giugno 2018.

#### Volumi
| Nº | Data di prima pubblicazione | Data di prima pubblicazione | Data di prima pubblicazione | Data di prima pubblicazione |
| Nº | Giapponese                  | Giapponese                  | Italiano                    | Italiano                    |
| -- | --------------------------- | --------------------------- | --------------------------- | --------------------------- |
| 1  | 17 marzo 2010               | ISBN 978-4-06-384278-4      | 15 settembre 2011           | ISBN 978-88-6468-519-9      |
| 2  | 17 agosto 2010              | ISBN 978-4-06-384353-8      | 6 ottobre 2011              | ISBN 978-88-6468-520-5      |
| 3  | 15 ottobre 2010             | ISBN 978-4-06-384389-7      | 17 novembre 2011            | ISBN 978-88-6468-521-2      |
| 4  | 7 gennaio 2011              | ISBN 978-4-06-384408-5      | 1º dicembre 2011            | ISBN 978-88-6468-577-9      |
| 5  | 9 giugno 2011               | ISBN 978-4-06-384499-3      | 12 gennaio 2012             | ISBN 978-88-6468-578-6      |
| 6  | 9 dicembre 2011             | ISBN 978-4-06-384574-7      | 24 maggio 2012              | ISBN 978-88-6468-760-5      |
| 7  | 9 giugno 2012               | ISBN 978-4-06-384698-0      | 29 agosto 2015              | ISBN 978-88-68-83331-2      |

### Anime

#### OAV cancellati
Nel 2005 è stata annunciata da Gonzo una serie OAV che doveva essere diretta da Yasufumi Soejima e prodotta da Geneon, con la sceneggiatura scritta dallo stesso Ubukata e i disegni dei personaggi di Range Murata (Blue Submarine No. 6, Last Exile). Tuttavia, il progetto è stato cancellato nel 2006.

#### Film
Il 18 gennaio 2010 è stato aperto un sito web che annunciava la realizzazione di un adattamento anime. A marzo è stato confermato che l'anime Mardock Scramble sarebbe stato trasformato in una trilogia cinematografica. La trilogia cinematografica, i cui film durano ognuno 70 minuti, è stata animata dallo studio GoHands e prodotta da Aniplex, con la regia di Susumu Kudō e la sceneggiatura scritta dallo stesso Ubukata. I produttori sono Haruka Soya, Gō Nakanishi e Tomoyuki Katō. La colonna sonora è stata composta da Conisch.
1. Il primo film, The First Compression, è uscito nelle sale giapponesi il 6 novembre 2010.[25] È stato anche trasmesso all'Anime Festival Asia del 2010.
2. Il secondo film, The Second Combustion, è uscito nelle sale giapponesi il 3 settembre 2011.[26]
3. Il terzo film, The Third Exhaust, è uscito nelle sale giapponesi il 29 settembre 2012.[27]

Negli Stati Uniti Sentai Filmworks ha concesso in licenza i tre film e ha pubblicato The First Compression in DVD il 27 settembre 2011, seguito da un'uscita in Blu-ray Disc il 13 marzo 2012. Nel DVD le nudità presenti nelle sale sono state censurate, mentre il Blu-ray contiene entrambe le edizioni del film. I DVD degli ultimi due film, The Second Combustion e The Third Exhaust, sono usciti rispettivamente il 1º gennaio 2012 e il 25 marzo 2014.
In Francia e in Italia i diritti per la distribuzione del film sono stati affidati alla Kazé, che ha pubblicato i film in DVD e in Blu-Ray; l'edizione italiana del primo film ha scatenato numerose critiche e polemiche poiché la società, invece che affidare il lavoro ad uno studio di doppiaggio italiano, ha preferito rivolgersi ad uno studio di doppiaggio francese chiamato Wantake, che ha usato per le voci doppiatori non-professionisti e di nazionalità italo-francese, con il risultato di effettuare un'opera di localizzazione alquanto scadente. Anche i menù presentano traduzioni molto approssimative. Su Amazon.it i titoli hanno ricevuto numerose recensioni negative proprio per il doppiaggio. La società è stata invasa da commenti negativi su Twitter e Facebook.
Per i successivi due film, visto la mole di recensioni negative riferite al doppiaggio italiano del primo film, ha optato per non doppiare i restanti due film ed inserire nel DVD solo i sottotitoli in italiano.
| Nº | Titolo italiano Giapponese 「Kanji」 - Rōmaji | Prima visione     | Prima visione                        |
| Nº | Titolo italiano Giapponese 「Kanji」 - Rōmaji | Giapponese        | Italia                               |
| 1  | The First Compression 「マルドゥック・スクランブル 圧縮」 - Marudukku sukuranburu: Asshuku | 6 novembre 2010   | 8 febbraio 2012 (DVD)                |
| 1  | Nella futuristica Kamina City, la prostituta Rune Balot è diventata schiava del noto giocatore d'azzardo Shell Septinous. Una notte, quest'ultimo la rinchiude nella sua limousine e fa esplodere il veicolo. Dopo l'esplosione, il suo corpo gravemente danneggiato viene prelevato e trasformato in un cyborg dal dottor Easter, in base alla normativa Mardock Scramble 09. Easter le assegna un costrutto di intelligenza artificiale chiamato Oeufcoque, che può trasformarsi in qualsiasi oggetto, ma per lo più ha la forma di un topo. L'ex proprietario di Oeufcoque, Dimsdale Boiled, rivuole indietro l'unità di intelligenza artificiale. Tre giorni dopo viene sottoposta a un controinterrogatorio nel processo sulle azioni di Shell, ma viene intensamente interrogata sulla sua vita passata e sul padre sessualmente violento nel tentativo di screditarla. Boiled scambia parti del corpo umano con la Compagnia Bandersnatch in cambio di dati che poi distrugge. Per far eliminare Balot, la offre loro come eccellente fonte di parti del corpo. Nel frattempo, il Dr. Easter potenzia le abilità di Balot come Snark. La Compagnia Bandersnatch attacca Balot, ma lei li sconfigge facilmente con l'aiuto di Oeufcoque. Il potente cyborg Boiled insegue Balot per recuperare Oeufcoque. Durante la battaglia, Oeufcoque la respinge come parte del suo meccanismo di autodifesa e lei rimane indifesa. Boiled si prepara a ucciderla mentre Oeufcoque giace morente e incapace di aiutarla. |                   |                                      |
| 2  | The Second Combustion 「マルドゥック・スクランブル 燃焼」 - Marudukku sukuranburu: Nenshou | 3 settembre 2011  | 21 novembre 2012 (DVD sottotitolato) |
| 2  | Proprio mentre Balot sta per essere uccisa da Boiled, il dottor Easter arriva con la Flying House Humpty un veicolo aereo a forma di uovo, e la salva con Oeufcoque. Balot si risveglia in un laboratorio con Tweedledee che lo chiama Paradise. Incontra il professor Faceman che le racconta il lavoro svolto in quel luogo. Boiled si incontra con Shell e discutono della loro situazione e della natura dei suoi affari. Vuole che Balot venga uccisa. Boiled si reca alla struttura Paradise con il suo assistente psicopatico che viene attaccato e distrutto dalle guardie di sicurezza simili a squali, ma il dottor Easter fugge con Balot nella Flying House Humpty. Utilizzando la sua tecnologia, Balot scopre che i ricordi incriminati delle donne uccise da Shell sono memorizzati su quattro fiches da un milione di dollari. La dottoressa Easter inizia quindi a insegnare a Balot le tecniche di gioco d'azzardo per battere il casinò e vincere le fiches. Balot si riunisce in lacrime con Oeufcoque che nel frattempo è stato riparato. Si recano tutti al casinò e, utilizzando la strategia del dottor Easter, vincono alle carte e poi al tavolo della roulette gestito da Bell Wing. Infine, accedono alla sala del blackjack, dove la posta in gioco è più alta. |                   |                                      |
| 3  | The Third Exhaust 「マルドゥック・スクランブル 排気」 - Marudukku sukuranburu: Haiki | 29 settembre 2012 | 12 febbraio 2014 (DVD sottotitolato) |
| 3  | Il dottor Easter e Balot giocano a blackjack al tavolo del rivenditore Marlowe John Fever. Iniziano a vincere con l'aiuto di Oeufcoque, ma attirano l'attenzione del direttore del casinò Ashley Harvest che lo comunica a Shell. Balot vince abbastanza per una fiche da un milione di dollari e Oeufcoque scarica i suoi dati. Ashley Harvest si occupa della distribuzione, ma Easter sospetta che le carte siano impilate e si ritira dal gioco. Balot continua a giocare, credendo di aver risolto il suo sistema. Dopo aver vinto un paio di mani, punta la fiche da un milione di dollari e ne vince altre tre. Piuttosto che incassarle, chiede di vedere il proprietario Cleanwill John October. Al suo arrivo, e dopo che Oeufcoque ha scansionato le fiches, lei le perde alla mano successiva. Boiled li segue con la sua auto e hanno una sparatoria in cui Balot viene colpita. Dopo che lei si è ripresa, analizzano i ricordi di Shell per stabilire il processo che ha portato ai suoi crimini. Boiled propone un accordo, ma quando arrivano all'appartamento di Shell, trovano la sua fidanzata morta e subiscono un'imboscata. Boiled uccide gli uomini armati e trova Cleanwill John October circondato da bambini piccoli e vuole ucciderlo, ma Easter la dissuade. Lei insegue Shell e, dopo averlo disattivato, gli inserisce i ricordi degli omicidi che ha commesso e che voleva dimenticare. Arriva Boiled e nella sparatoria che segue, con l'aiuto di Oeufcoque, riesce a ucciderlo.   |                   |                                      |

### Film live-action
Il 30 maggio 2012 è stato reso noto che Dentsu e Hayakawa Publishing hanno ottenuto la licenza per la produzione di un adattamento cinematografico in live-action di Mardock Scramble, la cui produzione e regia è stata affidata a Michael Davis. Tuttavia, il 31 maggio 2012, l'editore di Hayakawa Yoshihiro Shiozawa ha confermato che i diritti del film non erano ancora stati venduti e che erano in trattativa.

## Riconoscimenti
Mardock Scramble ha vinto il Gran Premio della 24ª edizione dei Nihon SF Taisho Award della Science Fiction and Fantasy Writers of Japan (SFWJ) nel 2003. Il romanzo è stato candidato per il Gran Premio della 3ª edizione dei Sense of Gender Awards nel 2004. È stato candidato per la categoria miglior opera lunga giapponese al 35º Premio Seiun nel 2004.